# Brent Reiber
Brent Reiber (* 31. Dezember 1966 in Lloydminster) ist ein ehemaliger professioneller kanadischer Eishockeyschiedsrichter, der zwischen 1997 und 2014 für die Swiss Ice Hockey Association Spiele leitet. 

## Karriere
Brent Reiber begann seine Karriere als Eishockeyschiedsrichter 1980 im Alter von 13 Jahren und leitete in der Folge Spiele in diversen Nachwuchsligen. Von 1984 bis 1986 leitete er Spiele der Saskatchewan Junior Hockey League und der Canada West Universities Athletic Association. Anschließend erhielt er die Möglichkeit als Schiedsrichter in der Juniorenliga Western Hockey League zu arbeiten, in der er bis 1995 tätig war. Anschließend leitete er 1996 den Memorial Cup, das Finalturnier um den Meistertitel der Canadian Hockey League. Im Anschluss daran war er zunächst ein halbes Jahr lang in der Japan Ice Hockey League aktiv, ehe der Kanadier 1997 in die Schweiz zog, wo er seither als Profi-Schiedsrichter für die Swiss Ice Hockey Association in der National League A arbeitet. Darüber hinaus nahm er in der Saison 2005/06 am IIHF Referee Exchange Program teil und kam in anderen europäischen Topligen zum Einsatz. In der Saison 2008/09 durfte er auf europäischer Ebene Spiele der Champions Hockey League leiten.
Seit 1996 ist Reiber zudem für die IIHF bei internationalen Turnieren tätig. Von 2005 bis 2009 wurde er jeweils bei A-Weltmeisterschaften eingesetzt sowie bei den Olympischen Winterspielen 2010 in Vancouver. Seine letzte Saison pfiff er in der National League A 2014.